# Meryame Kitir
Meryame Kitir (ur. 20 kwietnia 1980 w Maasmechelen) – belgijska i flamandzka polityk oraz związkowiec marokańskiego pochodzenia, działaczka Partii Socjalistycznej, deputowana, od 2020 do 2022 minister na szczeblu federalnym.

## Życiorys
Kształciła się w Sint-Barbara Instituut. W 1999 podjęła pracę w należącej do Ford Motor Company fabryce w Genk. Została działaczką związkową w ramach organizacji Algemeen Belgisch Vakverbond.
Zaangażowała się w działalność polityczną w ramach niderlandzkojęzycznej Partii Socjalistycznej. Od 2006 związana z samorządem lokalnym jako radna rodzinnej miejscowości i później radna Genk. W 2007 objęła mandat deputowanej do Izby Reprezentantów. Wchodziła w skład niższej izby belgijskiego parlamentu również po wyborach w 2010, 2014 i 2019. W międzyczasie została przewodniczącą frakcji poselskiej swojego ugrupowania.
W październiku 2020 w nowym rządzie federalnym premiera Alexandra De Croo objęła stanowisko ministra współpracy rozwojowej. W grudniu 2022 z powodów zdrowotnych zakończyła pełnienie tej funkcji.
Odznaczona Orderem Leopolda V klasy.